# ویکتور تیبو
ویکتور تیبو (فرانسوی: Victor Thibault‎; ۸ مارس ۱۸۶۷ – نامشخص) کماندار اهل فرانسه بود.